# 9203 Myrtus
9203 Myrtus este un asteroid din centura principală de asteroizi.

## Descriere
9203 Myrtus este un asteroid din centura principală de asteroizi. A fost descoperit pe 9 octombrie 1993 la Observatorul La Silla de Eric Walter Elst. El prezintă o orbită caracterizată de o semiaxă mare de 3,17 ua, o excentricitate de 0,11 și o înclinație de 2,6° în raport cu ecliptica.